# Maxo
Maxo war ein spätantiker Metallhandwerker. Er war in der zweiten Hälfte des 6. Jahrhunderts wahrscheinlich im merowingischen Burgund tätig.
Maxo ist heute nur noch von einer Signatur-Inschrift auf einer Gürtelschnalle bekannt. Diese ist aus Buntmetall gefertigt. Sie wurde bei Ausgrabungen eines Gräberfeldes in Monnet-la-Ville (Grab 20) im Département Jura in Frankreich im Grab eines jungen Mannes gefunden. Das Bildfeld der Gürtelschnalle zeigt zwei antithetische Greifen, die vegetabiles Dekor flankieren. Die Schnalle besitzt einen verschließbaren Hohlraum und gehört damit zu einer kleinen Zahl von derartigen Schnallen, die zum Aufbewahren von Reliquien verwendet wurden. Im Innenraum waren Reste von Baumwollblütenkapseln enthalten. Dank Gregor von Tours ist bekannt, dass Baumwollblütenkapseln aus Palästina beliebte Reliquien waren, da das Gewand von Jesus Christus aus einem solchen Material hergestellt worden war. Die Inschrift nennt sowohl den Schöpfer als auch den Besitzer: lateinisch TONANCIVS VIVA(T) Q MAXO M/E Q FECIT OPDIME/FECI Q FACIO Q, auf Deutsch etwa: Tonanicus möge leben, Maxo hat mich sehr gut gemacht. Ich habe hergestellt, ich stelle her. Wahrscheinlich war der Besitzer ein Kleriker gewesen. Beide Namen sind romanisch.

## Einzelbelege
1. ↑  Übersetzung nach Joachim Werner

| Personendaten    | Personendaten                      |
| ---------------- | ---------------------------------- |
| NAME             | Maxo                               |
| KURZBESCHREIBUNG | antiker römischer Toreut           |
| GEBURTSDATUM     | 5. Jahrhundert oder 6. Jahrhundert |
| STERBEDATUM      | 6. Jahrhundert oder 7. Jahrhundert |